# Ha'il
Hāʾil (talvolta scritta Hail, Ha'yel o Hayil (in arabo حائل‎?)) è una città-oasi del Najd, nelle regioni nord-occidentali dell'Arabia Saudita. È il capoluogo dell'omonima provincia. La città ha 267.005 abitanti, in base al censimento del 2004.

## Geografia fisica
Ha'il è in gran parte una città agricola, con una significativa capacità produttiva di grano, datteri e frutta. Una consistente percentuale della produzione alimentare del Regno saudita proviene dalla provincia di Ha'il, nelle cui aree nord-orientali, a 60–100 km di distanza, si estendono buone terre coltivate e debitamente irrigate. Tradizionalmente invece, il benessere di Ha'il è a lungo dipeso dalle rotte carovaniere che la attraversavano e che avevano come terminale la Città Santa Mecca, da raggiungere per assolvere all'obbligo rituale del hajj. Ha'il è ben nota perché si dice che nella zona vivesse, in epoca preislamica Hatim al-Ta'i, la cui prodigale ospitalità divenne proverbiale anche in età islamica.

## Storia
Ha'il è stato il centro dell'Emirato degli Āl Rashīd, un clan della tribù dei B. Shammar, dal 1836 al 1921. In Europa lo stato era comunemente chiamato "Gebel Sciammar".
Il primo Emiro, Abd Allah bin Rashid, prese il potere nel 1836, assieme a suo fratello ʿUbayd e al loro lontano cugino e intimo amico, l'Emiro Zamil I Al Sabhan, ai danni dell'antico regolo di Ha'il, Muhammad ibn Ali, che era un membro del lignaggio dei Ja'far, del clan degli 'Abd, della tribù dei Shammar.

Abd Allah bin Rashid proseguì nell'edificazione del Palazzo Barzan di Ha'il, che era stata avviata da Muhammad ibn Ali. Dopo la morte di Abd Allah bin Rashid (nel 1847 o nel 1848) suo figlio e successore, Talal, completò l'opera.
Durante il periodo degli Al Rashid, numerosi viaggiatori stranieri visitarono Hā'il e gli Emiri degli Āl Rashīd, e lasciarono le loro impressioni scritte su riviste e saggi. Fra essi si ricordano Georg August Wallin (1854), William Gifford Palgrave (1865), Lady Anne Blunt (1881), Charles Montagu Doughty (1888) e Gertrude Bell (1907).
Gli Emiri degli Āl Rashīd erano considerati relativamente tolleranti verso gli stranieri, inclusi quelli che arrivavano nella zona per ragioni commerciali:

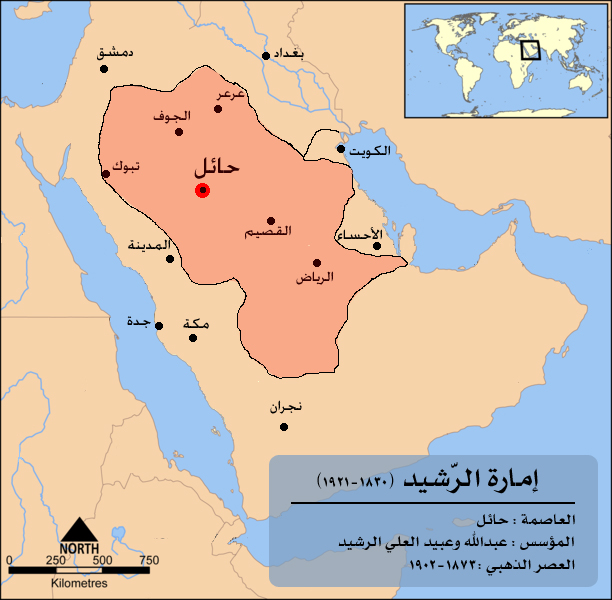
L'estensione del dominio degli Al Rashid

L'apertura della ferrovia del Hijaz tra Damasco e Medina, insieme con la nuova economica linea marittima per Gedda, colpì a morte l'economia tradizionale legata al commercio carovaniero su dromedario che aveva caratterizzato fino ad allora Ha'il.
L'ultimo Emiro degli Āl Rashīd fu esautorato da ʿAbd al-ʿAzīz b. Saʿūd nel 1921. Ibn Saʿūd dette allora l'ordine di distruggere il Palazzo Barzan e impartì anche il comando ai capi degli Āl Rashīd e degli Al Sabhan di lasciare Hā'il per raggiungere Riad, e investì un appartenente a ognuna delle due famiglie della funzione di Emiro temporaneo nella persona di Ibrāhīm b. Sālim Āl Sabhān per assicurarsi la lealtà degli abitanti di Hā'il e degli Shammar, perché tenessero bene a mente che nessun altro cambiamento di rilievo avrebbe avuto luogo.
Dopo di ciò Hā'il conobbe un lento declino, come testimoniato da E. Rutter che nel 1931 disse:
Oggi Hā'il è al centro del programma agricolo dell'Arabia Saudita e gran parte della raccolta di frumento del regno proviene dall'area che circonda la città.